# Президентські вибори в Гаїті 2010—2011
Президентські вибори в Гаїті 2010—2011 років відбулись 28 листопада 2010 року (1-й тур) і 20 березня 2011 року (2-й тур). Одночасно з першим туром виборів у країні пройшли парламентські вибори. На виборах був обраний новий президент, оскільки чинний глава держави Рене Преваль не мав конституційного права бути обраним знову.
Первинно проведення виборів було заплановано на 28 лютого 2010 року, проте через землетрус їх проведення було відкладено. Існувала також імовірність того, що вибори могли бути перенесені через спалаху холери, однак було вирішено провести вибори, незважаючи на епідемію.
У виборах взяли участь 34 кандидати (за іншими даними їх було лише 18). Найбільш рейтингові з них:
- Мірланд Маніга (Mirlande Manigat) — лідер опозиції, колишня перша леді (дружина Леслі Маніги);
- Жюд Селестен (Jude Célestin) — ставленик чинного президента Рене Преваля;
- Шарль Анрі Баке (Charles Henri Baker) — бізнесмен;
- Мішель Мартейї (Мартеллі; Michel Martelly) — музикант.

У виборах також планував узяти участь музикант Вайклеф Жан, який проживав у США, проте Центрвиборчком Гаїті відмовив йому в реєстрації.
Остаточні результати мали бути оголошені 20 грудня. Первинно передбачалось, що жоден з кандидатів не зможе набрати необхідних для перемоги 50 % голосів, через що знадобиться другий тур (був призначений на 16 січня 2011 року, у подальшому перенесений).
Після підрахунку 15 % бюлетенів Мірланд Маніга набрала близько 30 % голосів, Мішель Мартейї — 25 %, Жюд Селестен — 20 %. Оголошені 8 грудня попередні результати, однак, вивели у другий тур Мірланд Манігу й Жюда Селестена; Мішель Мартейї відстав від Селестена приблизно на 1 %. Звістка про вибуття Мартейї з президентських перегонів призвела до масових протестів у Порт-о-Пренсі. В лютому 2011 року Тимчасовий виборчий комітет опублікував остаточні підсумки голосування, за даними яких друге місце посів Мартейї, а не Селестен.
20 березня 2011 року, через два дні після повернення до країни колишнього президента Жана-Бертрана Аристида, який перебував у засланні в Південно-Африканській Республіці, відбувся другий тур виборів. За його результатами новим президентом Гаїті став Мішель Мартейї.